# 1982 na literatura

## Eventos
- C. J. Cherryh vence o Prémio Hugo com Downbelow Station.

## Livros
- José Saramago - Memorial do Convento
- Zélia Gattai - Um Chapéu Para Viagem

## Nascimentos
| Data            | Nome                    | Profissão              | Nacionalidade | Observações | Ref |
| --------------- | ----------------------- | ---------------------- | ------------- | ----------- | --- |
| 23 de fevereiro | Luís Aguilar            | escritor e jornalista  | Portugal      |             |     |
| 29 de Março     | Tiago Nené              | poeta e tradutor       | Portugal      |             |     |
| ??              | Vanessa Barbara         | jornalista e escritora | Brasil        |             |     |
| 23 de junho     | Marcos de Andrade Filho | escritor               | Brasil        |             |     |

## Mortes
| Data        | Nome                      | Profissão                                | Nacionalidade                    | Observações | Ref |
| ----------- | ------------------------- | ---------------------------------------- | -------------------------------- | ----------- | --- |
| 2 de Março  | Philip K. Dick            | escritor de ficção científica            | Estados Unidos                   | n. 1928     |     |
| 3 de Março  | Georges Perec             | escritor                                 | França                           | n. 1936     |     |
| 6 de Março  | Ayn Rand                  | escritora e filósofa objectivista        | União Soviética / Estados Unidos | n. 1905     |     |
| 24 de Abril | Sérgio Buarque de Holanda | historiador e crítico literário          | Brasil                           | n. 1902     |     |
| 18 de Julho | Roman Jakobson            | linguista, fundador da "Escola de Praga" | Rússia                           | n. 1896     |     |

## Prémios literários
- Nobel de Literatura - Gabriel García Márquez.
- Prémio Machado de Assis - Franklin de Oliveira
- Grande Prémio de Romance e Novela APE/IPLB - José Cardoso Pires
- Prémio Hans Christian Andersen - Lygia Bojunga